# جيم ألفينا
جيم ألفينا لاعب كرة قدم  إسترالي يلعب مع نادي ملبورن فيكتوري.